# James Kennedy
James Thomas Kennedy i riksdagen kallad Kennedy i Råbelöv, född 27 juli 1848 i Kristianstad, död 17 mars 1916 i Stockholm, var en svensk godsägare, militärkammarherre och riksdagspolitiker.

## Biografi

### Militär karriär
James Thomas Kennedy. genomgick krigsskolan 1869 och blev underofficer 1871. Han blev underlöjtnant vid Vendes artilleriregemente 1871; löjtnant 1875 och afsked 1877 med tillstånd att såsom löjtnant kvarstå i regementets reserv och registrerades i reserven 1883; som kapten i armén 1884.

### Civil karriär
Han utsågs till Kammarherre 1897. På det lokala planet hade han flera uppdrag innan han blev riksdagspolitiker. Kennedy var ordförande i Villands distrikt av Kristianstads läns hushållningssällskap och satt i FU 1895—1908. Han var kommunalordförande i landskommunen och landstingsman i Kristianstads läns landsting 1897—1903 och 1905—1907. Han var ordförande i väghällningsdistriktet.  Han var huvudman för Villands härads sparbank och satt i styrelsen för Nya sparbanken i Kristianstad. Han var ledamot av riksdagens första kammare 1899—1908, där han särskilt i unionsfrågan tillhörde ultrahögern. Han var invald i Kristianstads läns valkrets. Han skrev sex egna motioner i riksdagen mest om jordbruksfrågor och fiske men en om den samhällsfientliga propagandan på landsbygden 1907.

### Godsherre
Kennedy innehade från 1899 fideikommissen Råbelöv och Odersberga i Fjälkestads socken. James Thomas Kennedy var gift med Emilie Margareta De Geer af Finspång (1863-1926) och innehade fideikommissen Råbelöv och Odersberga genom arv via frun. Kennedy gjorde flera tillbyggnader på Råbelövs slott bland dessa märks ett trapptorn mitt på västra fasaden och en flygelbyggnad. Han köpte  Torsebro krutbruk och ägde sedan alla fallrätter till Torsebrofallen. Dessa såldes till Hemsjö kraft som byggde ett kraftverk i Torsebro 1909. I byn Råbelöv inträffade en katastrofalt brand 1909, som fick till följd 20 hemlösa familjer. Slottet klarade sig med mindre skador. Efter dödsfall bland barnen fick sonen Gilbert Kennedy börja ta ansvar för gårdens drift redan 1908 22 år gammal.

## Utmärkelser
- Kommendör av andra klassen av Vasaorden, 1 december 1904.[8]
- Riddare av första klassen av Svärdsorden, 1898.[9]
- Riddare av Nordstjärneorden, 1894.[10]